# Élections législatives de 2007 en Champagne-Ardenne
Les élections législatives de 2007 en Champagne-Ardenne portent sur l'élection de trois députés pour les Ardennes, et deux députés pour la Haute-Marne.

## Ardennes

### 1recirconscription(Asfeld, Charleville Centre, Château-Porcien, Chaumont-Porcien, Flize, Juniville, Mézières Est, Novion-Porcien, Omont, Rethel, Rumigny, Signy-l'Abbaye, Signy-le-Petit, Villers-Semeuse)
- Bérengère Poletti : UMP (député sortant)
- Claudine Ledoux : PS
- Valérie Lenoir : MPF
- François Botté : LCR
- Philippe Lenice : Les Verts
- Philippe Fesneau : MNR
- Chantal Taioli : FN
- Nadia Octave : Lutte ouvrière
- Sylvain Dalla Rosa : PCF
- Jean-François Leclet : UDF - Mouvement démocrate

### 2ecirconscription(Charleville-la-Houillère, Fumay, Givet, Mézières Centre Ouest, Monthermé, Nouzonville, Renwez, Revin, Rocroi)
- Philippe Vuilque : PS - PRG (député sortant)
- Boris Ravignon : UMP
- Jean-Michel Fournaise : LCR
- Florence Richard : UDF - Mouvement démocrate
- Mezhoura Naït-Abdelaziz : Les Verts
- Josée Tilquin : MPF
- Abderzake Chaouchi : Forces libertés
- Jean-Pierre Jadon : MNR
- Michèle Leflon : PCF
- Gérard Baudoin : Parti des travailleurs
- Joël Nouet : Lutte ouvrière
- Roland Bataille : FN

### 3ecirconscription(Attigny, Buzancy, Carignan, Le Chesne, Grandpré, Machault, Monthois, Mouzon, Raucourt-et-Flaba, Sedan, Tourteron, Vouziers)
- Jean-Luc Warsmann : UMP (député sortant)
- Gisèle Dessieux : MRC - PS - PRG
- Hélène Mathieu : LCR
- Olivier Laurant : UDF - Mouvement démocrate
- Maylis Magnou : Les Verts
- Jean Pierrard : Le Trèfle - Les nouveaux écologistes - Mouvement hommes animaux nature
- Jean-Paul Bachy : Divers gauche
- Jacques Boissier : Lutte ouvrière
- Régine Henry : PCF
- Adeline Tillette : MPF
- Eric Samyn : FN
- Hervé Lahotte : MNR - Alliance patriotique

## Haute-Marne

### 1recirconscription(Arc-en-Barrois, Auberive, Bourbonne-les-Bains, Bourmont, Châteauvillain, Chaumont, Clefmont, Fayl-Billot, Laferté-sur-Amance, Langres, Longeau-Percey, Neuilly-l'Evêque, Nogent, Prauthoy, Terre-Natale, Val-de-Meuse)
Candidat - Suppléant
- Sylvie Cotillot (PS) Myriam Brousseaud
- Michel Perrin (FN)
- Christian Despers (DLF) Claude Renard
- Luc Chatel (UMP) Sophie Delong
- Christophe Springaux (LO) Patrick Berthelot
- Micheline Mouton (PT) Jacqueline Malgras
- Jean François Jurvillier (MEI) Etienne Remillet
- Pascale Cornevin (PCF) Mustapha Bouhaicha
- Martine Boirreau (LCR) Eric Besnier
- Arnaud Sabatier (MPF) Amaury Sabatier
- Robert Paccard (MNR) Pascal Bariller
- Christine Guillemy (UDF-MD) Roger Garnier
- Elisabeth Loichot (Verts) Yves Fageot

### 2ecirconscription(Andelot-Blancheville, Blaiserives, Chevillon, Doulaincourt-Saucourt, Joinville, Juzennecourt, Montier-en-Der, Poissons, Saint-Blin-Semilly, Saint-Dizier, Vignory, Wassy)
- François Cornut-Gentille : UMP
- Le Corre Nicole (FN), sup. Aureau Claude
- Cornut Gentille François (UMP), sup. Gouverneur Mylène
- Bizlall Marie (LO), sup. Bon Jean-Claude
- Bouzon Jean Luc (PCF), sup. Tsagouris Mélanie
- Thieblemont Franck (MEI), sup. Quartier Emmanuelle
- Bouet Véronique (LCR), sup. Monnier Justine
- Drissi Kheira (PS), sup. Munerot Marie-Lorraine
- Gaillard Jacques (MNR), sup. Abriet Nicole
- Neveu Philippe (UDF-MD), sup. Melison-Lepage Gil
- Wowak Fabrice (Verts), sup. Capitaine Jean-François
- Daverdon Roland  (gauche socialiste et républicaine), sup. Guyot André